# Dərələyəz
Dərələyəz (azer. Dərələyəz silsiləsi; orm. Վայքի լեռնաշղթա, Wajki lernaszychta) – pasmo górskie na granicy Armenii i Nachiczewańskiej Republiki Autonomicznej, będącej eksklawą Azerbejdżanu. Rozciąga się pomiędzy rzekami Arpa i Naxçıvançay na długości ok. 70 km i graniczy od wschodu z Górami Zangezurskimi. Najwyższy szczyt, Gogi, osiąga 3120 m n.p.m. Zachodnia część pasma zbudowana jest z paleozoicznych i mezozoicznych wapieni, piaskowców, kwarcytów oraz łupków, natomiast wschodnia z paleogenicznych osadów wulkanicznych i neogenicznych law. Pasmo porośnięte jest górskimi stepami i łąkami.
W skład Dərələyəzu wchodzi między innymi grzbiet górski Qıvraq tirəsi, będący południowo-zachodnią odnogą pasma głównego. Rozciąga się na długości około 6 km, na terenie rejonu Kəngərli w Nachiczewańskiej Republice Autonomicznej, obejmując szczyty o wysokościach 1004, 1023, 1058 i 1066 m n.p.m.